# Gran Premio motociclistico di Catalogna 2012
Il Gran Premio motociclistico di Catalogna 2012 è il quinto Gran Premio della stagione 2012. Le gare si sono disputate il 3 giugno 2012 sul circuito di Catalogna. Nelle tre classi i vincitori sono stati rispettivamente: Jorge Lorenzo in MotoGP, Andrea Iannone in Moto2 e Maverick Viñales in Moto3.

## MotoGP

### Arrivati al traguardo
| Pos. | Nº | Pilota           | Squadra                 | Motocicletta       | Giri | Tempo     | Griglia | Punti |
| ---- | -- | ---------------- | ----------------------- | ------------------ | ---- | --------- | ------- | ----- |
| 1º   | 99 | Jorge Lorenzo    | Yamaha Factory Racing   | Yamaha YZR-M1      | 25   | 43:07.681 | 2       | 25    |
| 2º   | 26 | Daniel Pedrosa   | Repsol Honda            | Honda RC213V       | 25   | +5.003    | 5       | 20    |
| 3º   | 4  | Andrea Dovizioso | Monster Yamaha Tech 3   | Yamaha YZR-M1      | 25   | +9.361    | 6       | 16    |
| 4º   | 1  | Casey Stoner     | Repsol Honda            | Honda RC213V       | 25   | +9.544    | 1       | 13    |
| 5º   | 35 | Cal Crutchlow    | Monster Yamaha Tech 3   | Yamaha YZR-M1      | 25   | +12.506   | 3       | 11    |
| 6º   | 19 | Álvaro Bautista  | San Carlo Honda Gresini | Honda RC213V       | 25   | +13.948   | 10      | 10    |
| 7º   | 46 | Valentino Rossi  | Ducati Team             | Ducati Desmosedici | 25   | +17.555   | 9       | 9     |
| 8º   | 6  | Stefan Bradl     | LCR Honda               | Honda RC213V       | 25   | +23.478   | 8       | 8     |
| 9º   | 69 | Nicky Hayden     | Ducati Team             | Ducati Desmosedici | 25   | +30.410   | 7       | 7     |
| 10º  | 11 | Ben Spies        | Yamaha Factory Racing   | Yamaha YZR-M1      | 25   | +32.897   | 4       | 6     |
| 11º  | 8  | Héctor Barberá   | Pramac Racing           | Ducati Desmosedici | 25   | +36.144   | 11      | 5     |
| 12º  | 17 | Karel Abraham    | Cardion AB Motoracing   | Ducati Desmosedici | 25   | +56.229   | 12      | 4     |
| 13º  | 41 | Aleix Espargaró  | Power Electronics Aspar | ART                | 25   | +1:08.054 | 15      | 3     |
| 14º  | 51 | Michele Pirro    | San Carlo Honda Gresini | FTR                | 25   | +1:08.775 | 16      | 2     |
| 15º  | 14 | Randy de Puniet  | Power Electronics Aspar | ART                | 25   | +1:10.483 | 13      | 1     |
| 16º  | 77 | James Ellison    | Paul Bird Motorsport    | ART                | 25   | +1:13.090 | 17      |       |
| 17º  | 54 | Mattia Pasini    | Speed Master            | ART                | 25   | +1:20.903 | 18      |       |
| 18º  | 68 | Yonny Hernández  | Avintia Blusens         | BQR                | 25   | +1:21.235 | 19      |       |
| 19º  | 9  | Danilo Petrucci  | Came IodaRacing Project | Ioda               | 25   | +1:41.207 | 20      |       |
| 20º  | 22 | Iván Silva       | Avintia Blusens         | BQR                | 25   | +1:41.888 | 21      |       |

### Non classificato
| Nº | Pilota        | Squadra                   | Motocicletta | Giri | Tempo   | Griglia |
| -- | ------------- | ------------------------- | ------------ | ---- | ------- | ------- |
| 5  | Colin Edwards | NGM Mobile Forward Racing | Suter        | 24   | +1 giro | 14      |

## Moto2
Xavier Siméon del team Tech 3, infortunatosi in Francia, non partecipa al Gran Premio e viene sostituito da Jordi Torres.
Marc Márquez, giunto terzo al traguardo, viene inizialmente penalizzato dalla direzione gara con 1 minuto aggiuntivo sul tempo di gara per condotta irresponsabile, sanzione che lo avrebbe fatto slittare al 23º posto, a seguito di un contatto che aveva portato alla caduta di Pol Espargaró; tuttavia dopo l'appello presentato dal team di Márquez la decisione viene annullata dai commissari della FIM.
Nel Gran Premio di Francia Anthony West era risultato positivo a controlli antidoping, per tale motivo il 31 ottobre 2012 dopo il GP d'Australia è stata presa la decisione di annullare il risultato ottenuto in Francia e di squalificarlo per un mese, cosa che non gli ha permesso di partecipare all'ultima tappa del campionato 2012, a Valencia. In seguito, il 28 novembre 2013, vengono annullati tutti i suoi risultati ottenuti nei 17 mesi successivi al GP di Francia della stagione precedente, fra cui quello di questa gara.

### Arrivati al traguardo
| Pos. | Nº | Pilota              | Squadra                   | Motocicletta       | Giri | Tempo     | Griglia | Punti |
| ---- | -- | ------------------- | ------------------------- | ------------------ | ---- | --------- | ------- | ----- |
| 1º   | 29 | Andrea Iannone      | Speed Master              | Speed Up           | 23   | 41:16.852 | 4       | 25    |
| 2º   | 12 | Thomas Lüthi        | Interwetten-Paddock       | Suter MMX          | 23   | +0.083    | 3       | 20    |
| 3º   | 93 | Marc Márquez        | Catalunya Caixa Repsol    | Suter MMX          | 23   | +1.137    | 1       | 16    |
| 4º   | 80 | Esteve Rabat        | Pons 40 HP Tuenti         | Kalex              | 23   | +12.516   | 9       | 13    |
| 5º   | 3  | Simone Corsi        | Came IodaRacing Project   | FTR                | 23   | +14.226   | 5       | 11    |
| 6º   | 30 | Takaaki Nakagami    | Italtrans Racing          | Kalex              | 23   | +15.072   | 12      | 10    |
| 7º   | 77 | Dominique Aegerter  | Technomag-CIP             | Suter MMX          | 23   | +16.255   | 6       | 9     |
| 8º   | 4  | Randy Krummenacher  | GP Team Switzerland       | Kalex              | 23   | +16.354   | 20      | 8     |
| 9º   | 36 | Mika Kallio         | Marc VDS Racing           | Kalex              | 23   | +16.606   | 19      | 7     |
| 10º  | 45 | Scott Redding       | Marc VDS Racing           | Kalex              | 23   | +16.793   | 7       | 6     |
| 11º  | 5  | Johann Zarco        | JIR Moto2                 | Motobi             | 23   | +17.298   | 14      | 5     |
| 12º  | 38 | Bradley Smith       | Tech 3 Racing             | Tech 3 Mistral 610 | 23   | +22.242   | 13      | 4     |
| 13º  | 71 | Claudio Corti       | Italtrans Racing          | Kalex              | 23   | +23.763   | 16      | 3     |
| 14º  | 15 | Alex De Angelis     | NGM Mobile Forward Racing | Suter MMX          | 23   | +24.069   | 10      | 2     |
| 15º  | 18 | Nicolás Terol       | Mapfre Aspar              | Suter MMX          | 23   | +27.039   | 15      | 1     |
| 16º  | 81 | Jordi Torres        | Tech 3 Racing             | Tech 3 Mistral 610 | 23   | +32.158   | 11      |       |
| 17º  | 76 | Max Neukirchner     | Kiefer Racing             | Kalex              | 23   | +34.389   | 26      |       |
| 18º  | 14 | Ratthapark Wilairot | Thai Honda PTT Gresini    | Suter MMX          | 23   | +35.387   | 27      |       |
| 19º  | 88 | Ricard Cardús       | Arguiñano Racing          | AJR                | 23   | +35.501   | 25      |       |
| 20º  | 47 | Ángel Rodríguez     | Desguaces La Torre SAG    | Bimota HB4         | 23   | +35.623   | 21      |       |
| 21º  | 72 | Yūki Takahashi      | NGM Mobile Forward Racing | Suter MMX          | 23   | +35.803   | 22      |       |
| 22º  | 49 | Axel Pons           | Pons 40 HP Tuenti         | Kalex              | 23   | +36.903   | 28      |       |
| 23º  | 7  | Alexander Lundh     | Cresto Guide MZ Racing    | MZ-RE Honda        | 23   | +1:16.309 | 30      |       |
| 24º  | 10 | Marco Colandrea     | SAG Team                  | FTR                | 23   | +1:18.573 | 31      |       |
| 25º  | 82 | Elena Rosell        | QMMF Racing               | Moriwaki           | 23   | +1:35.551 | 32      |       |

### Ritirati
| Nº | Pilota         | Squadra             | Motocicletta | Giri | Griglia |
| -- | -------------- | ------------------- | ------------ | ---- | ------- |
| 40 | Pol Espargaró  | Pons 40 HP Tuenti   | Kalex        | 20   | 2       |
| 44 | Roberto Rolfo  | Technomag-CIP       | Suter MMX    | 20   | 18      |
| 24 | Toni Elías     | Mapfre Aspar        | Suter MMX    | 19   | 8       |
| 60 | Julián Simón   | Blusens Avintia     | Suter MMX    | 0    | 17      |
| 8  | Gino Rea       | Federal Oil Gresini | Suter MMX    | 0    | 23      |
| 63 | Mike Di Meglio | S/Master Speed Up   | Speed Up     | 0    | 24      |

### Squalificato
| Nº | Pilota       | Squadra     | Motocicletta | Giri | Tempo   | Griglia |
| -- | ------------ | ----------- | ------------ | ---- | ------- | ------- |
| 95 | Anthony West | QMMF Racing | Moriwaki     | 23   | +52.636 | 29      |

## Moto3
In questo Gran Premio corrono due wildcard, vale a dire Álex Márquez su Suter Honda, alla terza presenza stagionale, e John McPhee su KRP Honda, mentre Toni Finsterbusch non partecipa al Gran Premio per infortunio.

### Arrivati al traguardo
| Pos. | Nº | Pilota              | Squadra                     | Motocicletta     | Giri | Tempo     | Griglia | Punti |
| ---- | -- | ------------------- | --------------------------- | ---------------- | ---- | --------- | ------- | ----- |
| 1º   | 25 | Maverick Viñales    | Blusens Avintia             | FTR M3 Honda     | 22   | 41:50.965 | 1       | 25    |
| 2º   | 11 | Sandro Cortese      | Red Bull KTM Ajo            | KTM RC 250 GP    | 22   | +7.752    | 4       | 20    |
| 3º   | 44 | Miguel Oliveira     | Estrella Galicia 0,0        | Suter MMX3 Honda | 22   | +7.853    | 5       | 16    |
| 4º   | 96 | Louis Rossi         | Racing Team Germany         | FTR M3 Honda     | 22   | +8.007    | 3       | 13    |
| 5º   | 10 | Alexis Masbou       | Caretta Technology          | Honda NSF250R    | 22   | +8.075    | 7       | 11    |
| 6º   | 12 | Álex Márquez        | Estrella Galicia 0,0        | Suter MMX3 Honda | 22   | +8.267    | 11      | 10    |
| 7º   | 55 | Héctor Faubel       | Bankia Aspar                | Kalex KTM        | 22   | +8.355    | 9       | 9     |
| 8º   | 63 | Zulfahmi Khairuddin | AirAsia-Sic-Ajo             | KTM RC 250 GP    | 22   | +8.480    | 2       | 8     |
| 9º   | 5  | Romano Fenati       | Team Italia FMI             | FTR M3 Honda     | 22   | +8.600    | 13      | 7     |
| 10º  | 39 | Luis Salom          | RW Racing GP                | Kalex KTM        | 22   | +16.023   | 6       | 6     |
| 11º  | 84 | Jakub Kornfeil      | Redox-Ongetta-Centro Seta   | FTR M3 Honda     | 22   | +16.127   | 12      | 5     |
| 12º  | 27 | Niccolò Antonelli   | San Carlo Gresini           | FTR M3 Honda     | 22   | +16.222   | 10      | 4     |
| 13º  | 89 | Alan Techer         | Technomag-CIP-TSR           | TSR Honda        | 22   | +16.792   | 21      | 3     |
| 14º  | 23 | Alberto Moncayo     | Bankia Aspar                | Kalex KTM        | 22   | +30.132   | 17      | 2     |
| 15º  | 8  | Jack Miller         | Caretta Technology          | Honda NSF250R    | 22   | +30.132   | 20      | 1     |
| 16º  | 53 | Jasper Iwema        | Moto FGR                    | FGR Honda        | 22   | +30.304   | 25      |       |
| 17º  | 26 | Adrián Martín       | JHK T-Shirt Laglisse        | FTR M3 Honda     | 22   | +30.663   | 28      |       |
| 18º  | 21 | Iván Moreno         | Andalucia JHK Laglisse      | FTR M3 Honda     | 22   | +30.970   | 23      |       |
| 19º  | 17 | John McPhee         | Racing Steps Foundation KRP | KRP Honda        | 22   | +31.042   | 15      |       |
| 20º  | 52 | Danny Kent          | Red Bull KTM Ajo            | KTM RC 250 GP    | 22   | +43.738   | 14      |       |
| 21º  | 31 | Niklas Ajo          | TT Motion Events Racing     | KTM RC 250 GP    | 22   | +43.765   | 24      |       |
| 22º  | 61 | Arthur Sissis       | Red Bull KTM Ajo            | KTM RC 250 GP    | 22   | +44.119   | 19      |       |
| 23º  | 15 | Simone Grotzkyj     | Ambrogio Next Racing        | Suter MMX3 Honda | 22   | +1:02.007 | 26      |       |
| 24º  | 32 | Isaac Viñales       | Ongetta-Centro Seta         | FTR M3 Honda     | 22   | +1:11.320 | 27      |       |
| 25º  | 51 | Kenta Fujii         | Technomag-CIP-TSR           | TSR Honda        | 22   | +1:19.060 | 33      |       |
| 26º  | 3  | Luigi Morciano      | Ioda Team Italia            | Ioda             | 22   | +1:19.314 | 34      |       |
| 27º  | 30 | Giulian Pedone      | Ambrogio Next Racing        | Suter MMX3 Honda | 22   | +1:19.331 | 32      |       |
| 28º  | 19 | Alessandro Tonucci  | Team Italia FMI             | FTR M3 Honda     | 21   | +1 giro   | 18      |       |

### Ritirati
| Nº | Pilota           | Squadra              | Motocicletta     | Giri | Griglia |
| -- | ---------------- | -------------------- | ---------------- | ---- | ------- |
| 99 | Danny Webb       | Mahindra Racing      | Mahindra MGP3O   | 16   | 31      |
| 77 | Marcel Schrötter | Mahindra Racing      | Mahindra MGP3O   | 16   | 30      |
| 42 | Álex Rins        | Estrella Galicia 0,0 | Suter MMX3 Honda | 15   | 16      |
| 7  | Efrén Vázquez    | JHK T-Shirt Laglisse | FTR M3 Honda     | 15   | 8       |
| 41 | Brad Binder      | RW Racing GP         | Kalex KTM        | 6    | 22      |
| 94 | Jonas Folger     | IodaRacing Project   | Ioda             | 4    | 29      |